# Amblypsilopus sanyanus
Amblypsilopus sanyanus är en tvåvingeart som beskrevs av Yang 1998. Amblypsilopus sanyanus ingår i släktet Amblypsilopus och familjen styltflugor. Inga underarter finns listade i Catalogue of Life.